# Engineer-groep
De Engineer-groep is een eilandengroep in Papoea-Nieuw-Guinea. 
Er komt slechts één zoogdier voor, Nyctimene major.